# 厂甸庙会
厂甸庙会是北京历史上八大庙会之一，也是这八大庙会中规模最大，影响范围最广最负盛名的一个。厂甸庙会与南京夫子庙、上海城隍庙、成都青羊宫并称为中国四大庙会。即使是最萧条时的厂甸庙会，一天的客流量就能够达到当时京城常驻人口的五分之一，老北京没有逛过厂甸庙会的几乎是没有的。
厂甸庙会所依托的是位于北京市宣武区南新华街一带的火神庙、吕祖祠和土地祠三座小庙，现在这三座庙都已改作他用或被拆除了。全盛时的厂甸庙会北起和平门，南抵梁家园，西到南北柳巷，东至延寿寺街，整个庙会的核心是位于新华街的海王邨公园（今中国书店）。因为临近书肆密集的琉璃厂，厂甸庙会的文化气息非常浓郁，又很多经营书籍古玩、字画文具的摊商，这也是厂甸庙会所独具的特色。

## 简史
据记载，厂甸庙会兴起于清乾隆年间，乾隆时期的《帝京岁时纪胜》曾提到：“每于正月元旦至十六日，百货云集，千门联络、图书充栋、宝玩填街”，到了民国7年经市政当局进一步整顿后，正式规定厂甸庙会从每年的农历正月初一开市，正月十五结市，厂甸庙会成为当时北京惟一的官设春节庙会，开始了它的全盛期。即使是在庙会最萧条的1945年，厂甸庙会一天的客流量仍然能够达到20万人，达到当时京城常驻人口的五分之一。1949年后，虽然中国大陆的经济转型为由官方严格控制的计划经济，但自发组织的厂甸庙会依然红火。从1960年开始，由于三年大饥荒的影响，生活物资匮乏，厂甸庙会曾经停办了三年，到1963年重开时轰动京城，客流量达到了惊人的400万人次。文化大革命开始后，厂甸庙会和京城其他庙会一样，随着庙宇的衰败和春节传统习俗遭到封杀而消失，直到2001年才在琉璃厂地区重新出现，重现后的厂甸庙会成为目前北京唯一一个不须购票就可以直接进入的开放式庙会。

## 特色
厂甸庙会的特色在其浓郁的文化气息，据孙殿起编辑的《琉璃厂小志》记载翁同龢、震钧、夏枝巢、待余生、郭则澐、张次溪、金息候、陈宗蕃等在中国今现代文化史上占据者重要地位的文化名人都曾经撰文回忆厂甸庙会。市井民间记述厂甸庙会的竹枝词也有很多，其中不乏出自名家之手的作品。
除了书画古玩、金石玉器、经史子集、文房四宝等文化商品，厂甸庙会上还有普通市民喜闻乐见的玩物、小吃、摆件、耍货等颇具北京特色的商品。尤其值得一提的是厂甸庙会的大糖葫芦和大挂山里红，大糖葫芦是用荆条穿成长达五尺左右的糖葫芦，葫芦表面刷上饴糖水，整个葫芦的端部粘上或红或绿的小纸旗子，来逛庙会的人常卖一个大糖葫芦，举在手中招摇过市，颇为热闹；大挂山里红，就是把百馀颗山里红用棉线穿成一圈，购买的人常常把大挂山里红像挂朝珠一样挂在胸前，随走随拽下一颗塞到嘴里，大糖葫芦和大挂山里红都是厂甸庙会独有的小吃。2001年恢复的厂甸庙会也同时恢复了招牌式的大糖葫芦，它们常常能勾起老辈人对当年厂甸庙会盛况的回忆。
2018年起，为突出“文市庙会”的特色，厂甸庙会不再设置流动摊位，且不再如其他庙会般出售小吃，而是集中呈现以笔墨纸砚、书画展览为主的文市活动。

## 图库

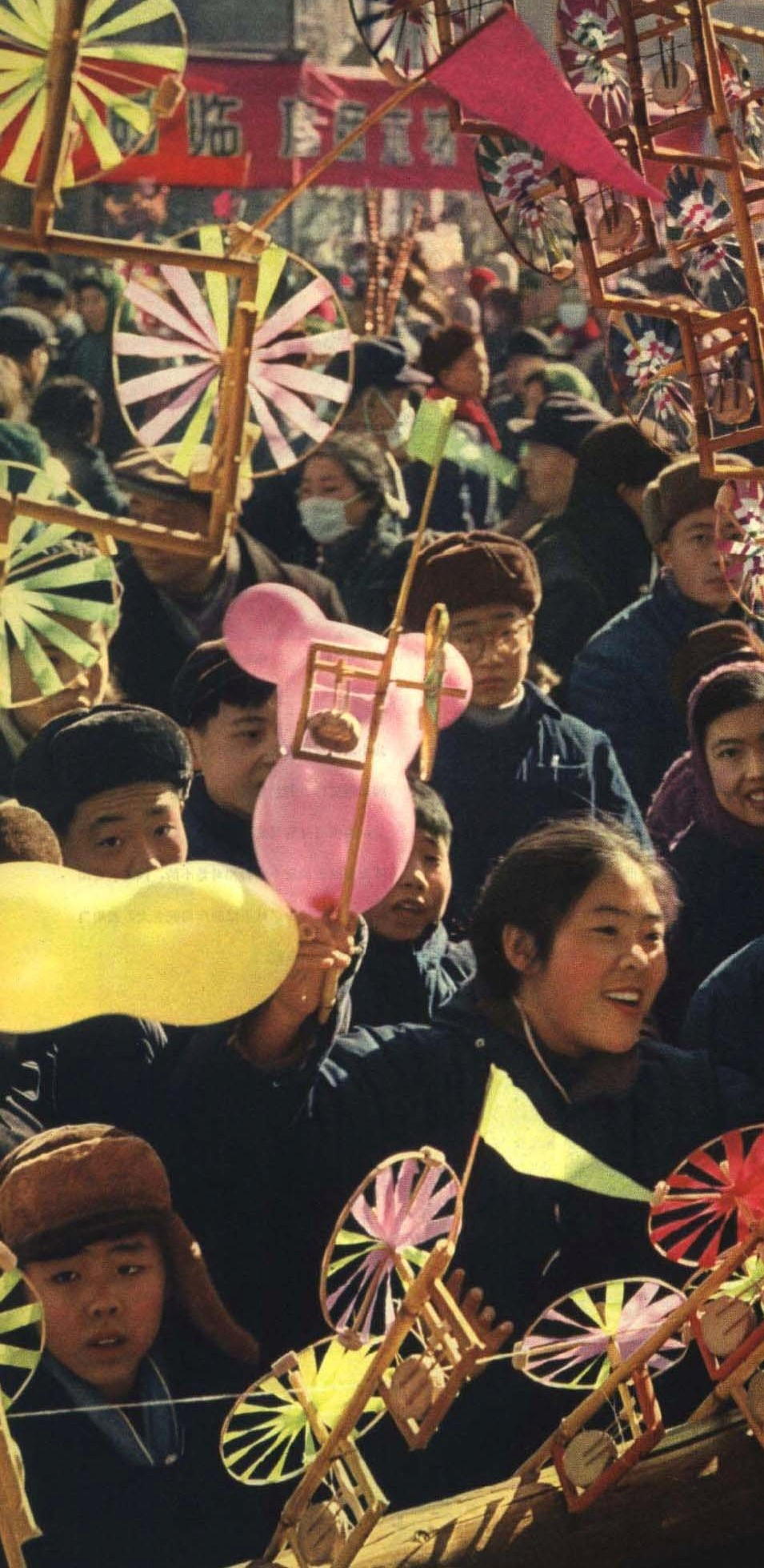
1963年的厂甸庙会
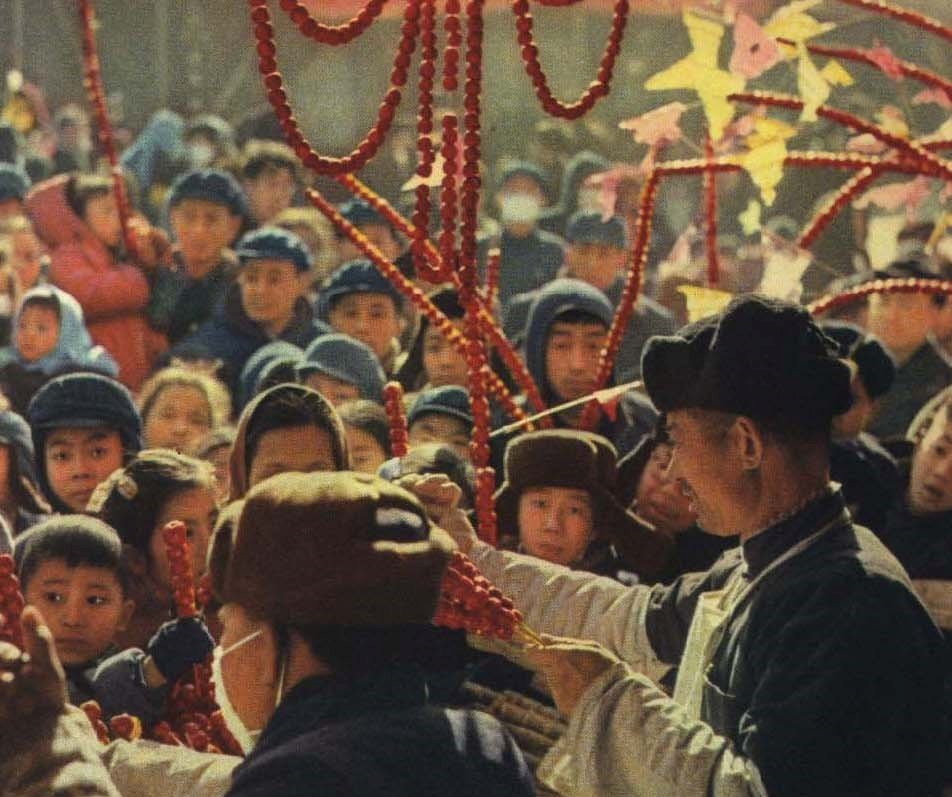
1963年的厂甸庙会糖葫芦
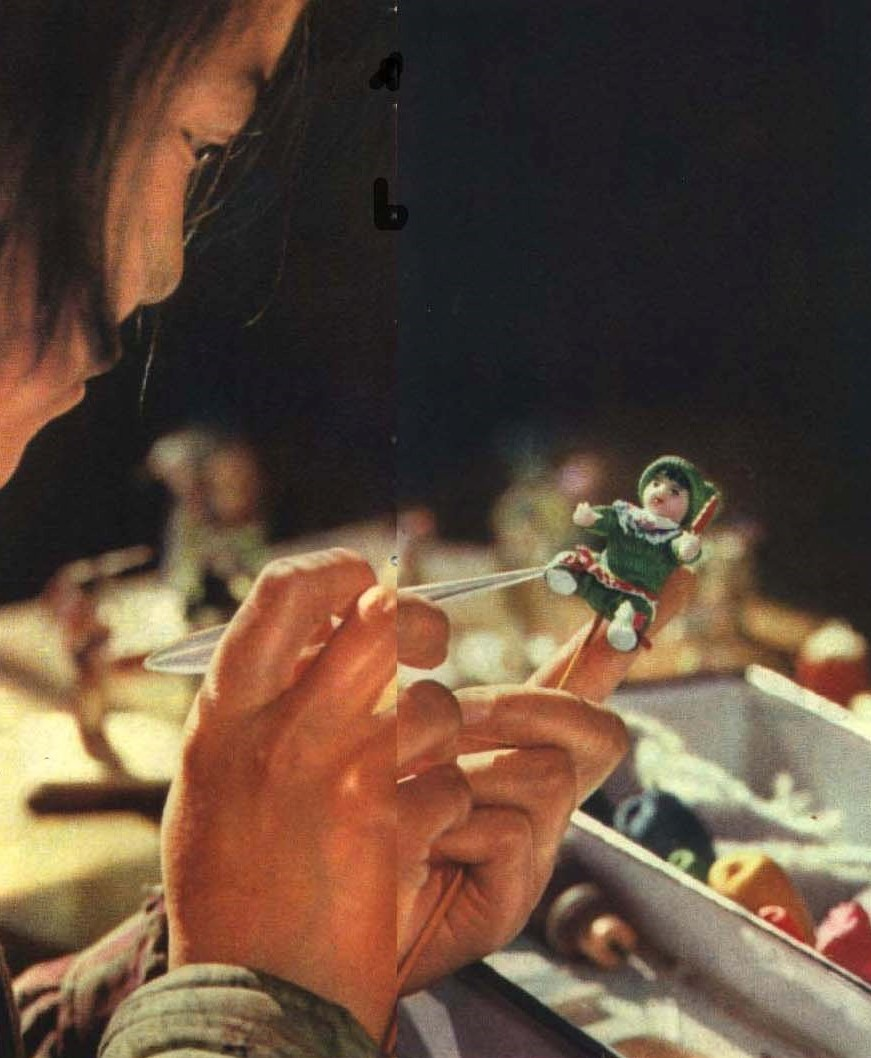
1963年的厂甸庙会泥塑
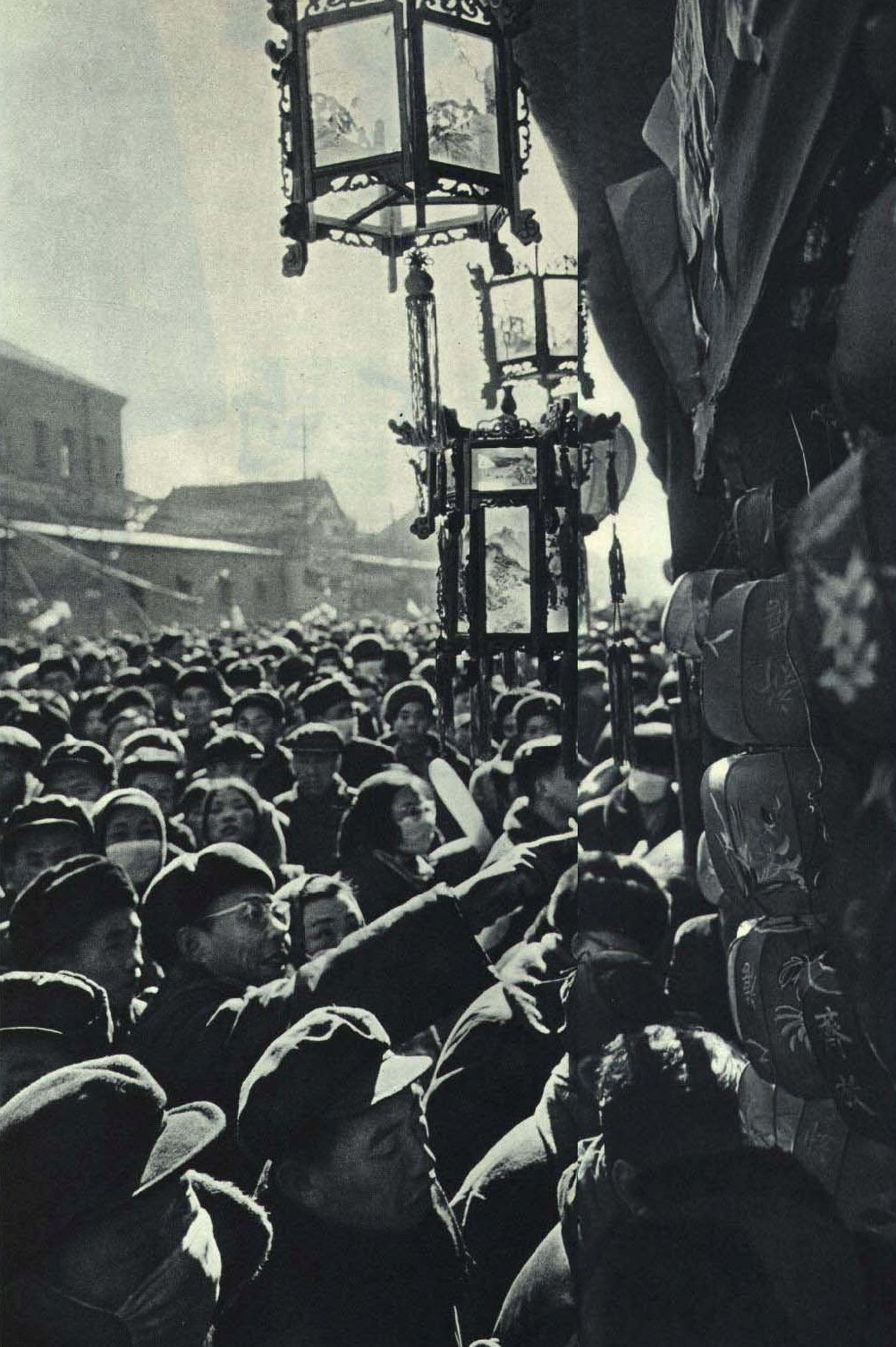
1963年的厂甸庙会花灯
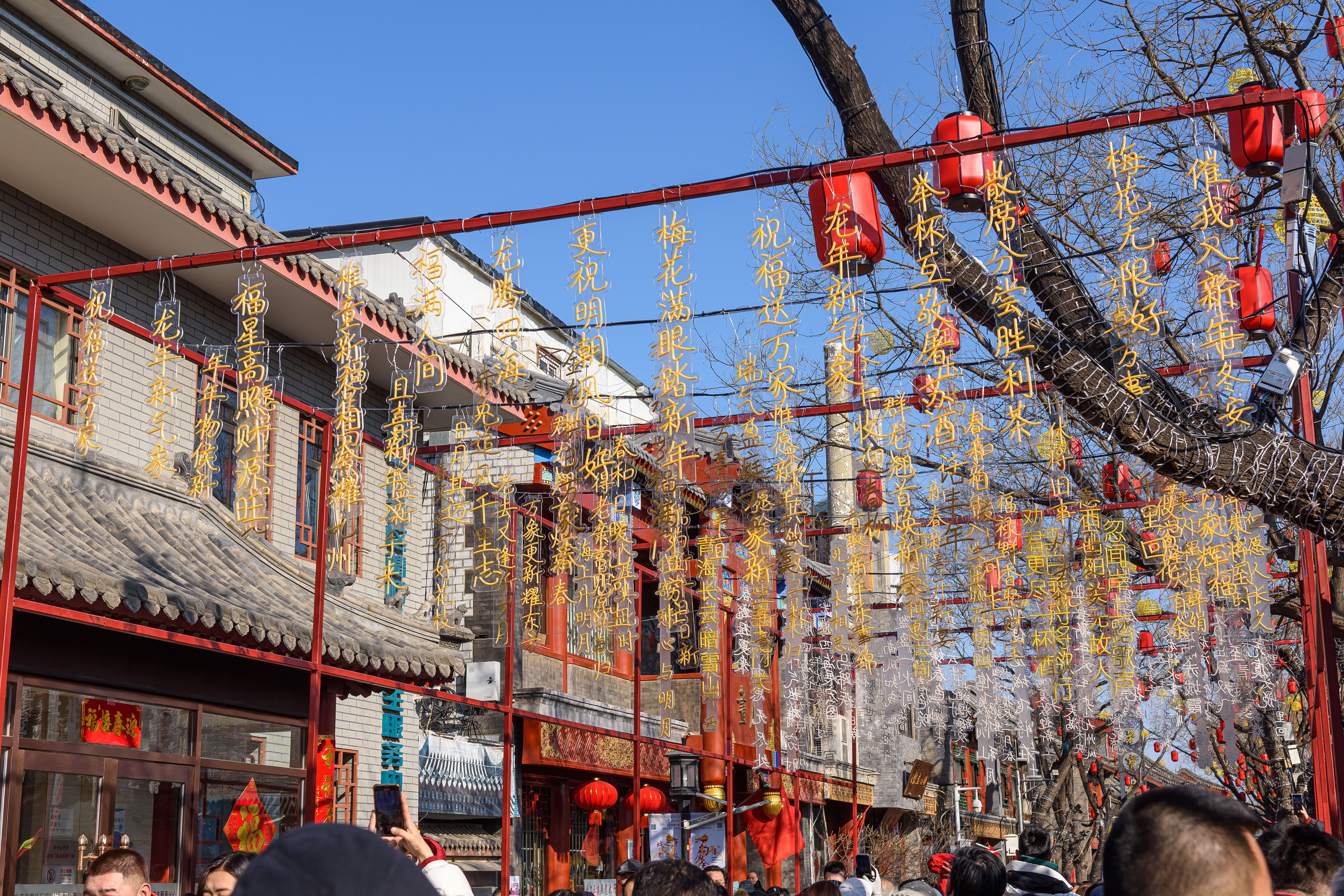
2024年厂甸庙会的诗句灯